# قانون نفت عراق (۲۰۰۷)
قانون نفت عراق که از آن به عنوان قانون هیدروکربن عراق نیز یاد می‌شود، قانونی بود که درماه مه۲۰۰۷ به شورای نمایندگان عراق ارائه شد و چارچوبی را برای تنظیم و توسعه میدان‌ها نفتی عراق تعیین کرد.

## شروع فرایند
این قانون زمانی آغاز شد که کابینه عراق تحت حمایت ایالات متحده قانون نفت جدیدی را تصویب کرد که قرار بود به شرکت‌های خارجی قراردادهای بلندمدت و چارچوب قانونی مطمئنی را که منتظر آن بودند، بدهد. این قانون اتحادیه‌های کارگری و مبارزان بین‌المللی را که می‌گویند تولید نفت باید دردست عراقیها باقی بماند، متلاطم کرد.
در ۱۰ مارس۲۰۰۷، نمایندگان برجسته پارلمان عراق، سیاستمداران، وزرای سابق و تکنوکرات‌های نفتی از پارلمان بغداد خواستند تا قانون بحث‌برانگیز هیدروکربن عراق را رد کند، زیرا می‌ترسیدند که قانون جدید کشوری را که قبلاً شاهد درگیری‌های داخلی بود، بیشتر تقسیم کند.
در ۲۸ آوریل۲۰۰۷، بحث‌ها در میان بیش از ۶۰مقام نفتی عراق که پیش‌نویس لایحه هیدروکربن‌های عراق را در امارات متحده عربی بررسی می‌کردند، به مناقشه تبدیل شد. اما این مناقشه نیاز به مذاکرات بیشتر در مورد قانون پیشنهادی را که در مذاکرات به مدت نزدیک به هشت ماه متوقف شد و سپس بدون اکثر مفاد کلیدی در کابینه عراق به اجرا درآمد، برجسته کرد.
در ۲ دسامبر۲۰۰۷، دولت بوش نگران بود که دستاوردهای امنیتی اخیر در عراق ممکن است با ادامه بن‌بست سیاسی تضعیف شود و شروع به فشار بر دولت عراق برای تکمیل قوانین اصلاحی که مدت‌ها به تعویق افتاده بود، ظرف ۶ماه ادامه داد.

## پاسخ قانون اداری
مقامات آمریکایی می‌گویند در ۳۰ ژوئن۲۰۰۸، گروهی از مشاوران آمریکایی به رهبری یک تیم کوچک وزارت امور خارجه نقش مهمی در تنظیم قراردادهای بین دولت عراق و پنج شرکت نفتی بزرگ غربی برای بهره‌برداری از برخی از بزرگترین میدان‌ها درعراق ایفا کردند.
در ژوئن۲۰۰۸، وزارت نفت عراق اعلام کرد که قصد دارد قراردادهای کوچک یک یا دو ساله بدون مناقصه را با اکسون موبیل، شل، توتال و بریتیش پترولیوم که زمانی شرکای شرکت نفت عراق بودند همراه با شورون و شرکت‌های کوچکتر ادامه دهد. خدمات بزرگترین میدان‌های عراق چندین سناتور ایالات متحده از این توافق انتقاد کرده بودند و استدلال می‌کردند که این توافق مانع از تلاش برای تصویب قانون هیدروکربن می‌شود.
در اول ژوئیه۲۰۰۸، دولت عراق روز دوشنبه از شرکت‌های خارجی دعوت کرد تا به افزایش تولید میدان‌ها نفتی بزرگ کشور کمک کنند و رقابت جهانی برای دسترسی به سومین ذخایر بزرگ جهان را آغاز کنند.
در فوریه۲۰۰۹، عراق شرایطی را که شرکت‌های نفتی بین‌المللی که برای توسعه ذخایر این کشور رقابت می‌کردند، «شیرین» کرده بود.
عراق که حدود ۴۵شرکت را برای مناقصه در پروژه‌های نفتی از قبل واجد شرایط کرده‌است، در نظر دارد برای ۶میدان نیمه توسعه یافته و ۴میدان توسعه نیافته ارائه شده در دور دوم مجوز خود تا اواسط دسامبر قرارداد اعطا کند.

## تاریخ
صنعت نفت عراق تا سال۱۹۷۲ به‌طور کامل ملی شده بود. دولت در دهه۱۹۹۰، تحت ریاست جمهوری صدام حسین، قراردادهای سهم تولید (PSA) را به شرکت‌های روسی و چینی داد که درصد سود کمتر از ۱۰درصد را به همراه داشت.
دولت بوش شرکت مشاوره برینگ پوینت را برای کمک به نوشتن قانون در سال۲۰۰۴ استخدام کرد. این لایحه در فوریه۲۰۰۷ به تصویب کابینه عراق رسید. دولت بوش تصویب این قانون را معیاری برای دولت نخست‌وزیر نوری کمال المالکی می‌داند. یکی از موانع، عدم محبوبیت قانون بود، همان‌طور که مردم عراق آن را درک می‌کنند. یک نظرسنجی که در سال ۲۰۰۷ توسط تغییر بین‌المللی نفت و سایر گروه‌ها انجام شد، نشان می‌دهد که ۶۳ درصد از عراقی‌های مورد بررسی «ترجیح می‌دهند نفت عراق توسط شرکت‌های دولتی عراق توسعه و تولید شود تا شرکت‌های خارجی». این توضیح می‌دهد که چرا قانون در پارلمان عراق به بن‌بست رسیده بود.

## تقسیم سود
قانون جدید موافقت نامه‌های سهم تولید(PSA) را مجاز می‌کند که سود شرکت‌های نفتی خارجی را تضمین می‌کند.
دولت مرکزی باقی مانده درآمدهای نفتی را در سراسر کشور بر اساس سرانه توزیع می‌کند. این پیش نویس قانون به استان‌های عراق اجازه می‌دهد از دولت مرکزی درانعقاد قراردادهای اکتشاف و تولید آزاد باشند.قانون اساسی عراق به استانداری‌ها اجازه می‌دهد تا مناطق نیمه مستقلی را تشکیل دهند و منابع طبیعی خود را به‌طور کامل کنترل کنند.

## انتقاد از قانون جدید
برخی از منتقدان مدعی شده‌اند که به قانون جدید نفت عراق نیازی نیست، زیرا عراق ارزان‌ترین نفت را برای استخراج دارد. سایر تحلیلگران ادعا کرده‌اند که قراردادهای بدون مناقصه داده شده به شرکت‌های نفتی ایالات متحده به منزله بهره‌برداری است، زیرا بسیاری از شرکت‌های غیرآمریکایی خدمات مشابهی را برای قراردادهای کوتاه‌تر و درصد کمتری از درآمد ارائه می‌دهند.